# 遊助の OVER GROUND
『遊助の OVER GROUND』（ゆうすけのオーバーグラウンド）は、2013年4月2日から2017年9月24日まで、JFN系列で放送されていたラジオ番組。

## 概要
- 俳優の上地雄輔がアーティスト活動の時に使用する芸名「遊助」としての初の冠番組となる。
- 番組タイトルは遊助が考えたものである。

## 出演
- パーソナリティ：遊助（上地雄輔）

※通称遊ちゃん。番組タイトルのOVER GROUNDは本名『上地』を英訳したもの。
- アシスタント：ヤマネヒロマサ

※通称山ちゃん。MARSAS SOUND MACHINEのギタリスト。
- 天の声：丸屋九兵衛

※通称QB。HIP-HOPやR&Bを扱う音楽情報ウェブサイトbmrの編集長。ダークサイドの池上彰と言われる雑学通。

## コーナー
- 遊助のこだわり
- QBのコーナー
- ラジオコント (2015年3月～)

## ネット局 (2016年10月～)
30分版の放送地域
| 放送対象地域   | 放送局   | 放送日時           |
| -------------- | -------- | ------------------ |
| 群馬県         | FMぐんま | 月曜 20:00 - 20:30 |
| 三重県         | FM三重   | 月曜 20:00 - 20:30 |
| 島根県・鳥取県 | FM山陰   | 火曜 20:00 - 20:30 |
| 徳島県         | FM徳島   | 火曜 21:00 - 21:30 |
| 大分県         | FM大分   | 火曜 21:00 - 21:30 |
| 熊本県         | FM熊本   | 水曜 20:00 - 20:30 |
| 山形県         | FM山形   | 日曜 20:00 - 20:30 |
| 大阪府         | FM OSAKA | 日曜 21:00 - 21:30 |

25分版(短縮版)の放送地域
| 放送対象地域 | 放送局 | 放送日時          |
| ------------ | ------ | ----------------- |
| 滋賀県       | FM滋賀 | 火曜 20:30 -20:55 |